# Ethan Luck

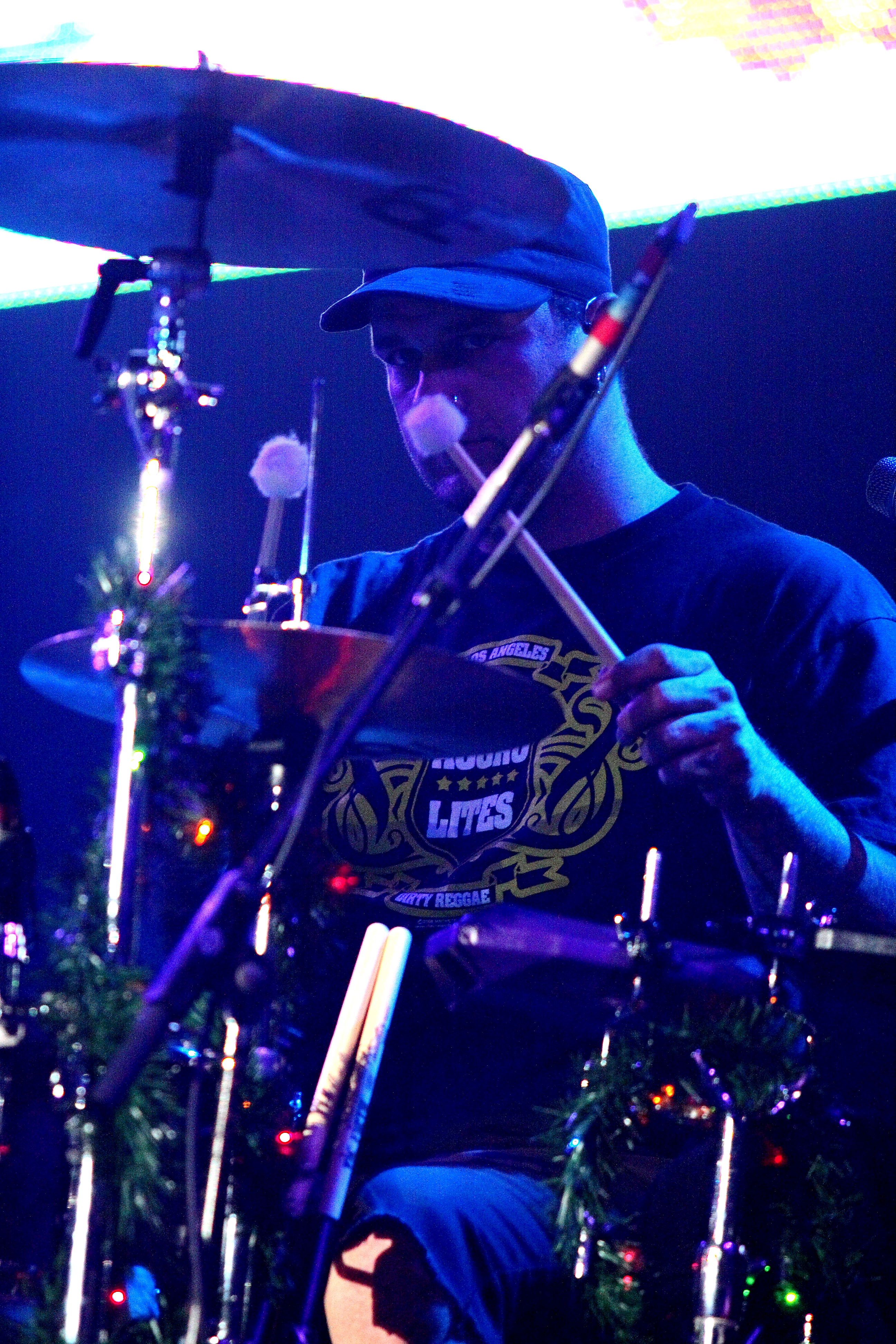
Ethan Luck

Ethan John Luck (* 16. Oktober 1978 in Long Beach, Kalifornien, USA) ist ein US-amerikanischer Gitarrist, der schon in einigen hauptsächlich in der christlichen Musikszene bekannten Bands gespielt hat. Die bekannteste Band hiervon ist die christliche Ska-Band The O. C. Supertones.
Momentan ist Luck Mitglied der Metalcore-Band Demon Hunter. Außerdem war Luck Studiomusiker u. a. für Aaron Sprinkle, Mark Lee Townsend, Joe Marlet, Niell King und Bill Stevenson. Er spielt auf Aufnahmen von Kutless, Roper, Nikki Clan, Relient K und Last Tuesday, um nur einige zu nennen.
Luck und sein ehemaliger Bandkollege Dan Spencer betreiben zurzeit das Musikstudio Rebel Waltz Recording Co. in Franklin (Tennessee).
| Personendaten    | Personendaten                         |
| ---------------- | ------------------------------------- |
| NAME             | Luck, Ethan                           |
| ALTERNATIVNAMEN  | Luck, Ethan John (vollständiger Name) |
| KURZBESCHREIBUNG | US-amerikanischer Gitarrist           |
| GEBURTSDATUM     | 16. Oktober 1978                      |
| GEBURTSORT       | Long Beach, Kalifornien               |